# Амангельди (Єсільський район)
Амангельди́ (каз. Амангелді) — село у складі Єсільського району Північноказахстанської області Казахстану. Входить до складу Ільїнського сільського округу.
До 16 серпня 1971 року село називалось Аккоза.
Населення — 60 осіб (2021; 85 у 2009, 202 у 1999, 208 у 1989).
Національний склад станом на 1989 рік:
- казахи — 100 %.